# Neues Schloss Puchhof
Das Neue Schloss Puchhof liegt im gleichnamigen Ortsteil der niederbayerischen Gemeinde Aholfing im Landkreis Straubing-Bogen (Puchhof 68). Dieses neue Schloss ist eine herrschaftliche Villa in neobarockem Stil.
Das neue Schloss Puchhof wurde 1872–78 von dem 1889 nobilitierten Carl von Lang-Puchhof auf den Gründen des ehemaligen Bauernhofes Hardeck von dem Straubinger Baumeister Dendl errichtet. Die Güter von Hardeck gehörten bereits unter den Mönchen von Prüfening zu deren Eigentum von Schloss Puchhof. Dieses war über mehrere Zwischenstationen mit all seinen Zugehörigkeiten 1870 an Carl Lang verkauft worden.
Das neue Schloss wurde von seinen späteren Besitzern Guido von Maffei und seiner Gemahlin Liselotte 1966 aus steuerlichen Gründen zum Teil abgerissen und entsprechend verkleinert.